# Robert Ier de Troyes
Pour les articles homonymes, voir Robert Ier.
Robert Ier, dit Porte-carquois, mort en octobre 886, fut comte de Troyes. Il était fils d'Eudes Ier, comte de Troyes, et de Wandilmodis.
Abbé de Saint-Loup de Troyes, il est mentionné pour la première fois le 25 octobre 876, quand Charles le Chauve signa une charte lui cédant le domaine de Chaource, dans la région de Tonnerre. Il succède à son frère Eudes II, comte de Troyes entre 876 et 880. Il fut tué lors d'un affrontement contre les Normands à l'est de Paris et son neveu Adalelme lui succéda.
Il avait épousé Gisèle, fille de Louis II le Bègue, roi de France et d'Ansgarde, qui mourut entre 879 et 884, sans avoir eu d'enfant, semble-t-il.

## Source
- Christian Settipani, La Préhistoire des Capétiens (Nouvelle Histoire généalogique de l'auguste maison de France, vol. 1), Villeneuve-d'Ascq, éd. Patrick van Kerrebrouck, 1993, 545 p. (ISBN 978-2-95015-093-6).
- Édouard de Saint-Phalle, « Comtes de Troyes et de Poitiers au IXe siècle : histoire d’un double échec » dans Onomastique et Parenté dans l'Occident médiéval, Oxford, Linacre College, Unit for Prosopographical Research, coll. « Prosopographica et Genealogica / 3 », 2000, 310 p. (ISBN 1-900934-01-9), p. 154-170.